# Peter Osgood
Peter Leslie Osgood (Windsor, 20 februari 1947 – Slough, 1 maart 2006) was een Engels voetballer.
Op zeventienjarige leeftijd debuteerde hij voor Chelsea FC in de wedstrijd tegen Workington en scoorde direct tweemaal. Hij was de grote favoriet van de Chelsea-supporters en vergaarde de bijnaam: 'King of Stamford Bridge', naar de thuishaven van Chelsea. Met zijn natuurlijke, bijna ongeïnteresseerde speelstijl excelleerde hij als het erom ging en de tribunes stampvol zaten.
Osgood hield er een extravagante levensstijl op na. Mede daardoor kwam hij maar tot vier interlands voor Engeland, de eerste daarvan speelde hij in februari 1970 tegen België. In het shirt van Chelsea speelde hij 380 duels, waarin hij 150 keer scoorde. Osgood overleed nadat hij op een begrafenis van een familielid een hartaanval had gekregen.